# Gedenkraam Sociale Dienst
Het Gedenkraam Sociale Zaken, ook wel Bevrijdingsraam, is een gedenkteken in Amsterdam-Centrum.
Het raam is in 1945/1946 ontworpen door Jan Grégoire voor de Gemeentelijke Dienst voor Sociale Zaken in Amsterdam. Het werd in juli 1946 geplaatst ter nagedachtenis aan ambtenaren van die dienst die het leven lieten tijdens de Tweede Wereldoorlog. Geld voor het oorlogsmonument werd bijeengebracht door overlevenden van de dienst.
Grégoire beeldde aartsengel Michaël af in strijd met de draak, die hij zal verslaan. Hij wilde daarmee weergeven de strijd van het licht tegen het duister te vertalen van een strijd van het kruis tegen het hakenkruis. Het hakenkruis wordt daarbij vernietigd door bliksemschichten en in vieren geslagen tegen een grijze achtergrond, staande voor de grauwheid van de bezettingstijd. Het geheel werd uitermate kleurrijk; volgens de kunstenaar een overwinningsfanfare. 

In het glas in lood bovenaan staat de tekst: 
Ter nagedachtenis aan hen die hun leven gaven voor onze vrijheid.

In het glas in lood onderaan staat de tekst: 
Aan onze joodsche collega’s die door Duitsche terreur gevallen zijn.
Die tekst wordt voorafgegaan door vier namen: A. Christiaanse, H.C.J. van Ginhoven, J.A. Mudden en Z.P.J. Zillesen.
De namen omringen de kleine uitvoering van Wapen van Nederland (centraal geplaatst), een Davidsster (rechts) en het embleem Sociale Zaken (links). 
Het raam kende na de onthulling in 1946 een zwervend bestaan. Het werd geplaatst in het kantoor van de Sociale Dienst op Marnixstraat 317 en verhuisde in 1995 mee naar de Tweede Hugo de Grootstraat, alwaar het ook een tijdlang in een supermarkt hing. In 2008 verhuisde het opnieuw mee naar Weesperstraat 113 (Dienst Werk en Inkomen); in januari 2020 werd het opgehangen in de toegang tot de Stopera bij de Zwanenburgwal. Het werd aldaar voorzien van een toelichting.

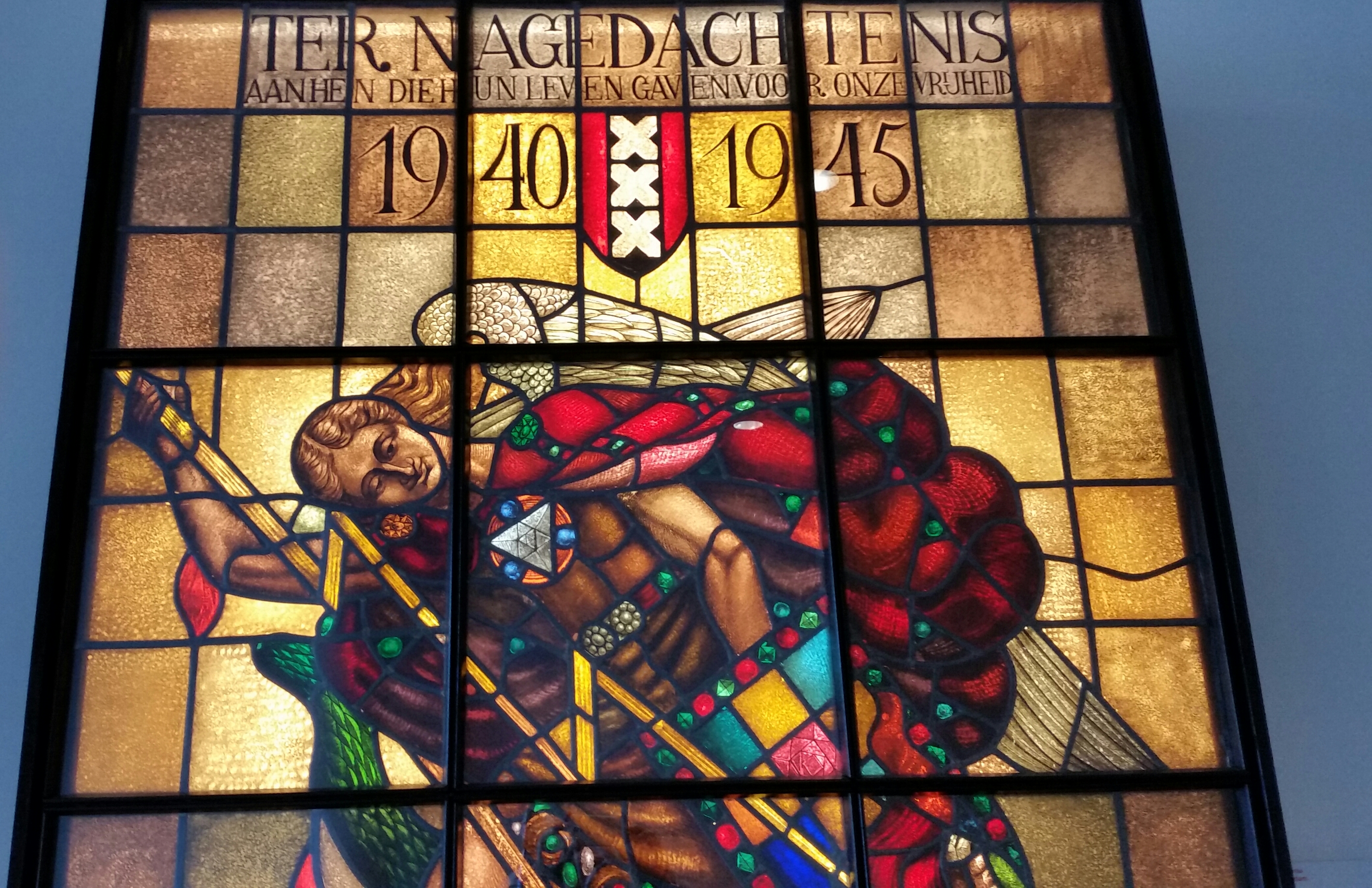
Sint Michaël
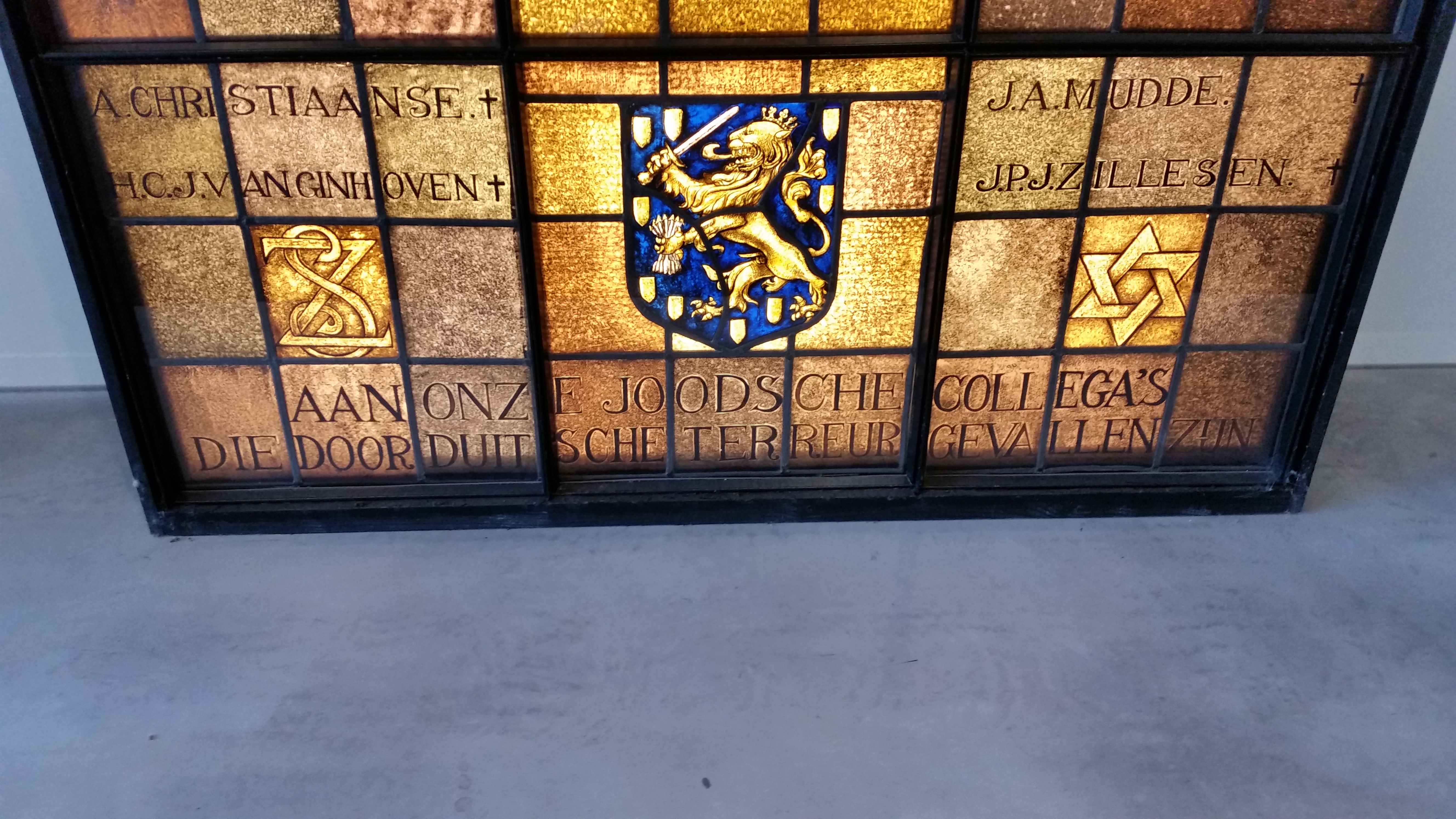
Onderstuk (september 2020)